# Собор Вознесения Пресвятой Девы Марии (Тёрлс)
Собор Вознесения Пресвятой Девы Марии (англ. Cathedral of the Assumption) — католический собор архиепархии Кашела и Эмли. Храм посвящён Вознесению Девы Марии и находится в городе Тёрлс в графстве Типперэри, Ирландия. В соборе находится кафедра архиепископа Кашела и Эмли. Собор стоит на месте более ранних часовен, которые были единственными римско-католическими церквями в Тёрлсе. После английской Реформации большинство католических церквей были конфискованы протестантами, включая собор на скале Кашел. Став епископом, Джеймс Батлер II (1774—1791) перенёс кафедру из Кашела в Тёрлс, где она находится до сих пор.
После конфискации большинства церквей протестантами, католическое население было вынуждено проводить свои службы в других местах. Со времён Реформации, назначенные папой архиепископы устраивали престол в тех домах в Типперэри, которые предоставляли бы им укрытие от короны. Такое положение дел продолжалось до конца XVIII века, когда преследование католиков было законодательно смягчено.
В 1857 году архиепископ Патрик Лихи объявил о намерении построить новый «собор, достойным архиепископа Кашела и Эмли». Работы начались в 1865 году. Архитектором был Джей Джей Маккарти, а Барри Макмаллен — главным строителем. Здание содержит множество архитектурных шедевров, в том числе впечатляющее окно-розу и баптистерий, а его самым важным достоянием является табернакль Джакомо делла Порта, ученика Микеланджело. В башне находится восемь колоколов, отлитых Джоном Мёрфи из Дублина в 1867 году. 21 июня 1879 года архиепископ Томас Кроук освятил собор в неороманском стиле с фасадом по образцу итальянского Пизанского собора.
Между тем, Церковь Ирландии закрыла для богослужений средневековый собор на скале Кашел в 1721 году. Новый георгианский собор Святого Иоанна был построен в 1784 году.